# Bombardement d'Alger (1683)
Pour les articles homonymes, voir Bombardement d'Alger.
Notes
546 esclaves chrétiens libérés.
Guerre franco-algérienne (1681-1688)
Batailles
- Bombardement d'Alger (1682)
- Bombardement d'Alger (1683)
- Bombardement d'Alger (1688)

Le bombardement d’Alger de 1683 est une opération navale du royaume de France contre la régence d'Alger au cours de la guerre franco-algérienne (1681-1688).
La flotte française a lancé 400 bombes sur les 6000 qu'ils avaient. Et les dégâts causés furent d'environ 800 maisons et magasins détruits, ainsi que 4 navires et bateaux, et 1 galères. Le Prisonnier John Pittz a confirmé la destruction de la ville, en affirmant que les rues et les quartiers étaient méconnaissables après le bombardement.
Ce bombardement permit de libérer une centaine de captifs français, parfois après des décennies de captivité, mais l'immense majorité des esclaves chrétiens restèrent captifs: 600 000 à 1 000 000 au Maghreb sur la période 1530-1640 selon deux témoins de l'époque (Emmanuel d'Aranda et le père trinitaire Dan).
Les corsaires algérois, tout en respectant le pavillon de la France, n'en continuèrent pas moins leur course; ils causèrent de grands ravages sur les côtes d'Espagne.

### Ouvrages récents
- Michel Vergé-Franceschi (dir.), Dictionnaire d'Histoire maritime, Paris, éditions Robert Laffont, coll. « Bouquins », 2002, 1508 p. (ISBN 2-221-08751-8 et 2-221-09744-0)
- Jean Meyer et Martine Acerra, Histoire de la marine française : des origines à nos jours, Rennes, éditions Ouest-France, 1994, 428 p. (ISBN 2-7373-1129-2)
- Rémi Monaque, Une histoire de la marine de guerre française, Paris, éditions Perrin, 2016, 526 p. (ISBN 978-2-262-03715-4)
- Étienne Taillemite, Dictionnaire des marins français, Paris, éditions Tallandier, 2002, nouvelle éd., 573 p. (ISBN 2-84734-008-4)
- Lucien Bély (dir.), Dictionnaire Louis XIV, Paris, éditions Robert Laffont, coll. « Bouquins », 2015, 1405 p. (ISBN 978-2-221-12482-6)
- Guy Le Moing, Les 600 plus grandes batailles navales de l'Histoire, Rennes, Marines Éditions, 2011, 619 p. (ISBN 978-2-35743-077-8)
- Garnier Jacques (dir.), Dictionnaire Perrin des guerres et des batailles de l'histoire de France, Paris, éditions Perrin, 2004, 906 p. (ISBN 2-262-00829-9)
- Roland Courtinat, La piraterie barbaresque en Méditerranée : XVIe – XIXe siècle, Serre Éditeur, 2003 (lire en ligne), p. 61
- Jean Peter, Les barbaresques sous Louis XIV : le duel entre Alger et la Marine du Roi (1681-1698), Institut de stratégie comparée, 1997
- John A. Lynn (trad. de l'anglais), Les Guerres de Louis XIV, Paris, éditions Perrin, coll. « Tempus », 2014, 561 p. (ISBN 978-2-262-04755-9)
- Henry Laurens, John Tolan et Gilles Veinstein, L'Europe et l'islam : quinze siècles d'histoire, Paris, O. Jacob, coll. « Historia », 2009, 482 p. (ISBN 978-2-738-12219-3, lire en ligne)

### Ouvrages anciens
- Eugène Sue, Histoire de la marine française : XVIIe siècle - Jean Bart, F. Bonnaire, 1836 (lire en ligne), p. 121-151
- Pellissier de Reynaud, Mémoires historiques et géographiques sur l'Algérie, Paris, Imprimerie royale, 1844 (lire en ligne), p. 274 et suiv.
- Onésime Troude, Batailles navales de la France, t. 1, Paris, Challamel aîné, 1867-1868, 453 p. (lire en ligne)
- Charles Bourel de La Roncière, Le Bombardement d'Alger en 1683, d'après une relation inédite, Imprimerie nationale, 1916, 55 pages (lire en ligne)
- Charles La Roncière, Histoire de la Marine française : La Guerre de Trente Ans, Colbert, t. 5, Paris, Plon, 1920, 822 p. (lire en ligne)